# Izjumský rajón
Izjumský rajón (ukrajinsky Ізюмський район) je rajón v Charkovské oblasti na Ukrajině. Hlavním městem je Izjum a rajón má přibližně 182 tisíc obyvatel. Po správní reformě z července 2020 k němu byly přičleněny obce zrušeného Balaklijského rajónu.

## Města v rajónu
- Balaklija a administrativně podřízené obce: Andrijivka, Donec a Savynci
- Barvinkove
- Izjum

## Historie
Stopy slovanského osídlení v regionu dokládá například kurgan Balka sucha, nyní již jen v podobě terénní vyvýšeniny.

## Současnost
V první polovině září 2023 frontová linie prošla až do Andrijivky, kterou se Ukrajincům 14. září podařilo osvobodit.